# Bulbophyllum ngoclinhensis
Bulbophyllum ngoclinhensis é uma espécie de orquídea (família Orchidaceae) pertencente ao gênero Bulbophyllum. Foi descrita por Leonid Vladimirovich Averyanov em 1997.